# المسيحية في البوسنة والهرسك

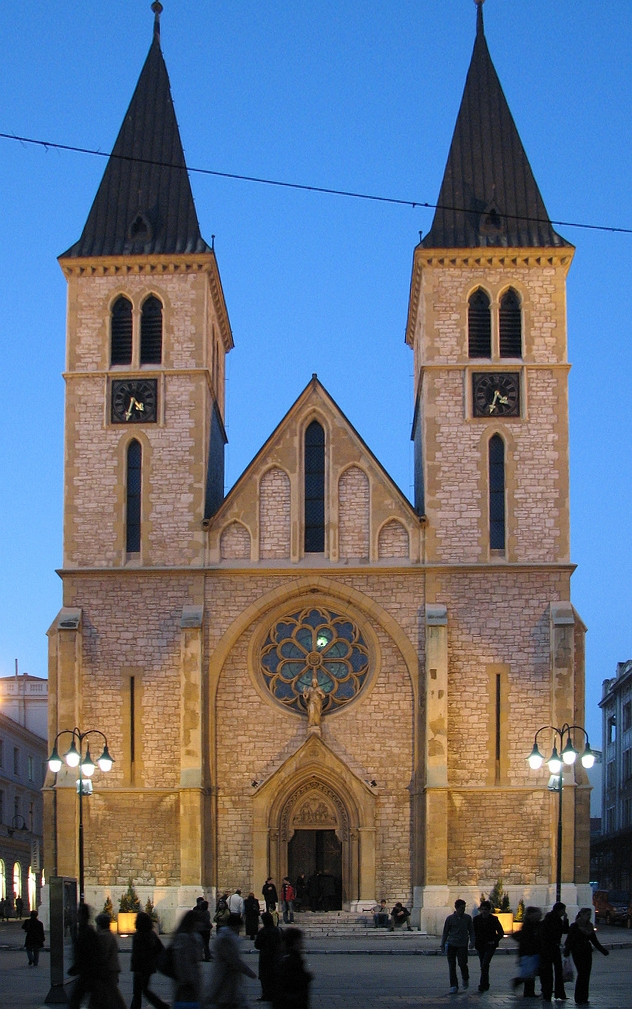
كاتدرائية قلب يسوع الأقدس في مدينة سراييفو.

للمسيحية في البوسنة والهرسك تاريخ طويل ومتجذر، وتُعد الديانة المسيحية من الأديان الرئيسية في البوسنة والهرسك.
تتمتع البلاد بتاريخ مسيحيّ غني، وخلال العصور الوسطى نشأت على أراضيها الكنيسة البوسنيَّة، وهي طائفة مسيحية منفصلة عن الكنيسة الرومانية والكنيسة الصربية. يتواجد في البوسنة والهرسك موقع حج كاثوليكي وهي مدينة ميديوغوريه وهو موقع وفقًا لمعتقدات الكاثوليك بدأت فيه ظهورات مريم العذراء منذ فيها عام 1981 إلى ستة أشخاص محليين.
وفقًا لإحصائية بيو لعام 2010 كانت المسيحية أكبر ديانة في البوسنة والهرسك ويتبعها 52% من السكان، ويأتي من بعدها الإسلام مع 45% من السكان. بالمقابل حسب احصائية وكالة الإحصاءات البوسنة والهرسك لسنة 2016 فإن حوالي 51% من سكان البوسنة والهرسك يعرّفون أنفسهم كمسلمين، و46% كمسيحيين (منهم 31% صرب أرثوذكس و15% رومان كاثوليك). ويعود سبب تراجع نسبة المسيحيين إلى انخفاض نسبة الخصوبة وقلة المواليد بين المسيحيين (1.1) مقارنًة بمسلمي البوسنة والهرسك (1.6).

## تاريخ

### العصور المبكرة

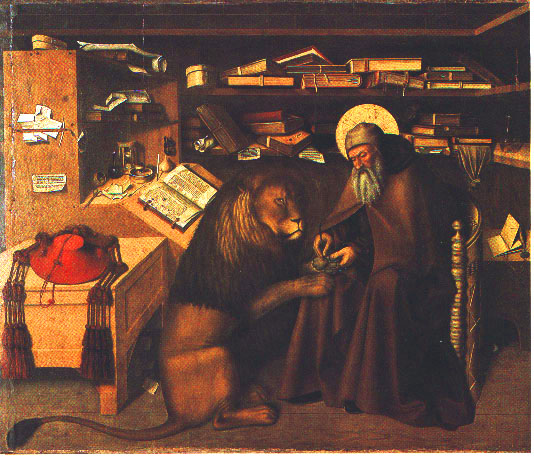
لوحة تصور جيروم؛ بريشة نيكولو أنطونيو كولانتونيو.

وصلت المسيحية إلى البوسنة والهرسك خلال القرن الأول الميلادي، كتب بولس الطرسوسي في رسالته إلى أهل روما أنه جلب الإنجيل ورسالة يسوع إلى منطقة إيليريا. ويذكر أنَّ جيروم الذي كلفه البابا بإنجاز ترجمة للأناجيل من الآرامية والعبرية إلى اللاتينية، ولد في مدينة ستريدون الواقعة في البوسنة. فحضر إلى بيت لحم بـرفقة أربع نساء نذرن أنفسهن لخدمة الكنيسة، وأخذ جيروم يعمل بدأب لإنجاز ترجمته. وأمضى جيروم سنوات طويلة من عمره في المغاور والأقبية تحت كنيسة المهد معتكفاً على كتبه، ليقدم أول ترجمة شاملة للكتاب المقدس بمنهجية واضحة، ولا زال مسيحيو العالم يعتمدون على ترجمته. وفقًا للتقاليد المسيحية يُعتقد أنَّ التبشير بهذه الديانة يعود إلى بولس الطرسوسي أو تلامذته.
بعد مرسوم ميلانو انتشرت المسيحية بسرعة في المنطقة. وأستقر معظم المسيحيين والأساقفة من منطقة البوسنة والهرسك الحالية حول منطقتين حضريين وهي سالونا وسيرميوم. وتأسست العديد من الأبرشيات المسيحية المبكرة في القرن الرابع والخامس والسادس. وذُكر اسم أندريجا أسقف بيستو في سينودس المقام في مدينة سالونا بين عامي 530 و533؛ وربما كان للمطران أندريجا مقعد في البلدية الرومانية بيستو نوفا، بالقرب من زينيتسا. وقرر المجمع في سالونا إنشاء أبرشية جديدة دعيت باسم أبرشية بيستو فيتوس، وتم فصلها عن أبرشية بيستو نوفا. وتم تأسيس عدد من أبرشيات في الجنوب ومن ضمنها كان كل من كونييتش، وسارسنتيروم، ودلمينيوم، وبالوي ولوسينيوم.
كانت البعثات المسيحية المنبثقة عن روما والقسطنطينية قد دخلت منذ القرن التاسع إلى البلقان وأقامت الكاثوليكية حضور قوي في كرواتيا، في حين أن الأرثوذكسية الشرقية سادت في بلغاريا ومقدونيا وفي نهاية المطاف في معظم أراضي صربيا.البوسنة، بحكم موقعها الجغرافي والتضاريسي، كانت من أواخر المناطق التي اعتنقت المسيحية، مع أنها نشأت من المراكز الحضرية على طول الساحل الدلماشي. وقد توزعت السيطرة على البوسنة خلال القرنين التاسع والعاشر ما بين إمارتي صربيا وكرواتيا، لكن الظروف السياسية في أواسط العصور الوسطى التي أدت إلى المنافسة على استحواذ المنطقة ما بين مملكة المجر والإمبراطورية البيزنطية. فبعد تبدل القوى في القرن الثاني عشر وجدت البوسنة نفسها أنها خارج من أي سيطرة فبرزت كدولة مستقلة باسم إمارة محلية أو (بان).

### العصور الوسطى

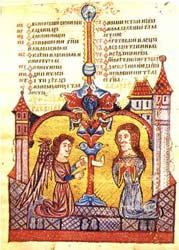
نسخة من إنجيل هفكس؛ وهو مآثر الكنيسة البوسنيَّة.

بحلول القرن الثاني عشر، كان معظم البوسنيين متأثرون بشكل اسمي من الكاثوليكية، وعانت الكنيسة من العديد من المشاكل أبرزها نقص المعرفة باللغة اللاتينيَّة بين رجال الدين البوسنيين. في هذه الفترة تربع على الحكم أول ملك بوسني هو بان كولين، الذي حكمها لمدة ثلاثة عقود ساد خلالها السلام والاستقرار في البلاد، وعزز اقتصاد البلاد عن طريق المعاهدات مع البندقية وراجوزا. حكمه يمثل بداية لمشكلة الكنيسة البوسنية، فقد تم اتهام الطائفة المسيحية من الأهالي الأصليين بالهرطقة من كل من الكنيسة الرومانية والكنيسة الصربية. أستخدمت كنيسة البوسنية اللغة السلافونية الكنسية القديمة في طقوسها الدينيَّة، وكان يرأس الكنيسة أسقف ومجلسًا من اثني عشر رجلا يدعون ستروجنيسي. وردًا
للمحاولات المجرية في استخدام السياسة الكنسية في تلك القضية كمحاولة لإستعادة سيطرتها على البوسنة، فقد عقد كولين مجلسا لقادة الكنائس المحليين ليتخلى عما أسماه بالبدع واعتناق الكاثوليكية سنة 1203.
قي نهاية العصور الوسطى المتأخرة أضَّحت الأرثوذكسية الشرقية في شكل الكنيسة الصربية الأرثوذكسية، قوية الحضور في شرق الهرسك، خصوصًا في منطقة زاكلوميا، وذلك بعد فترة حكم مملكة صربيا. وقد غُزيت زاكلوميا من قبل البان ستيفن الثاني من البوسنة في آواخر عام 1320، ومع انضمام جزء من بانيت البوسنة، تنافست الكنيسة الرومانية الكاثوليكية والكنيسة البوسنية على جذب السكان إليها. في مثل هذا المناخ السياسي، لا يبدو أنَّ الأرثوذكسية الشرقية قد اخترقت البوسنة في القرون الوسطى خارج منطقة بودريني. وأقيمت أبرشية البوسنة في القرن الحادي عشر. استنادًا إلى بروفينسيال فيتوس، من المفترض أنَّ الأبرشية تأسست بين السنوات 1060 وحوالي 1075. وقبل الغزو العثماني للبوسنة والهرسك، كان معظم السكان البوسنيين من الكاثوليك الكروات.
في منتصف القرن الثالث عشر صعد حكام كوتروماني إلى السلطة في مملكة البوسنة ووسّعوا نطاق عالمهم عبر سلسلة من الفتوحات لتشمل كل البوسنة والهرسك الحديث. وكان معظم حكام كوتروماني من الرومان الكاثوليك، لكنهم كانوا غير مبالين تماماً بالطوائف الأخرى المنتشرة تحت سيطرتهم، أي الكنيسة البوسنية والكنيسة الأرثوذكسية الشرقية. كما تعاقدوا على الزواج مع أتباع الكنائس الثلاث. يبدو أن بان ستيفن الثاني كان أرثوذكسياً (مثل والدته) حتى عام 1347 على الأكثر، وفي ذلك الوقت كان قد تحول إلى المذهب الكاثوليكي. ونتمي الملك أوستوجا إلى الكنيسة البوسنية، وكذلك الأمر بالنسبة لأبناءه. في حين انضم توماس إلى الكنيسة الكاثوليكية، ومن المفترض أنه ترك البوسنة، بعد فترة وجيزة من أن يصبح ملكًا. على الرغم من الالتزام الاسمي لعائلة كوتروماني بالمذهب الكاثوليكي، فإن الإيمان أصبح مهمًا فقط لآخر ملوك كوتروماني، توماس وابنه ستيفن. كان توماس أول من سلالة تورط في الاضطهاد الديني، بعد ضغط من الكرسي الرسولي. وكان الملك ستيفن، من ناحية أخرى، أول ملك يتلقى تتويجيه مباركة من البابوية. بالمقابل قام آخر جيل معروف من العائلة، وهو ابن توماس سيغيسموند وابنته كاثرين، اعتناق الإسلام بعد بضع سنوات من أسرهم من قبل العثمانيين.

### الحكم العثماني

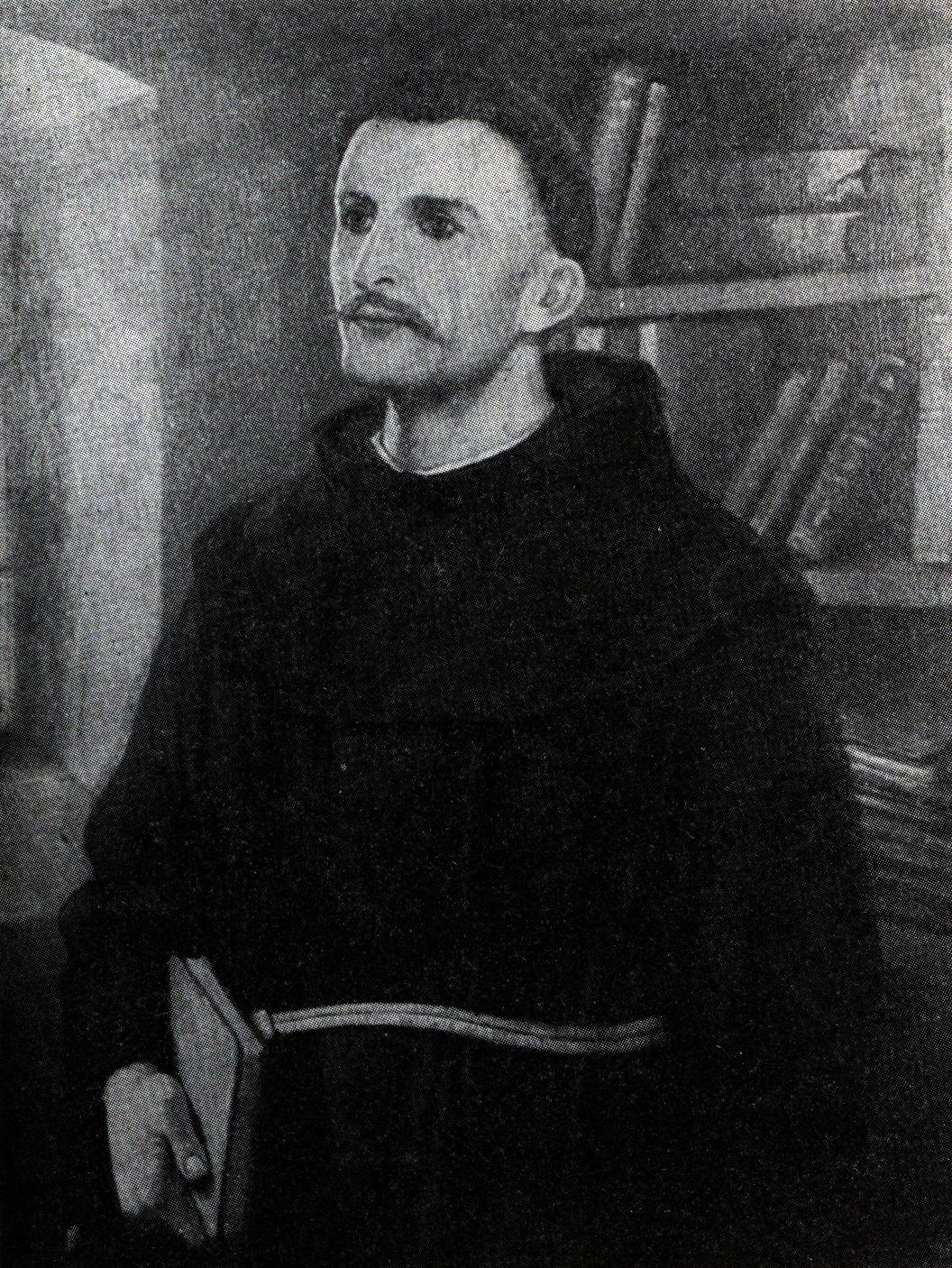
إيفان فرانجو جوكيتش؛ راهب فرنسيسكاني ترك علامة فارقة على التاريخ الثقافي للبوسنة.

اتسمت الفتوحات العثمانية للبوسنة والهرسك بظهور عهد جديد في تاريخ تلك الدولة وحدوث تغييرات جذرية في الوضع السياسي والمشهد الثقافي في المنطقة. مع أن العثمانيين أنهوا تلك المملكة وقضوا على الكثير من الأمراء، إلا أنهم سمحوا للبوسنة بالحفاظ على هويتها عن طريق إدراجها كمقاطعة لا تتجزأ من الدولة العثمانية مع البقاء على اسمها التاريخي وسلامة أراضيها، وهي حالة فريدة من بين دول البلقان التي خضعت لهم. تعهد السلطان محمد الفاتح بحماية أبناء الطوائف المسيحية الأرثوذكسية، وعلى غرار الكنائس الأرثوذكسية في السلطنة العثمانيَّة، حُظيت الكنيسة الصربية الأرثوذكسية بدعم من الدولة العثمانية. وقَدِم مع العثمانيين عددًا كبيرًا من المسيحيين الأرثوذكس إلى البوسنة، بما في ذلك الأفلاق من شرق البلقان. كما ساعد تحول أتباع الكنيسة البوسنية على انتشار الأرثوذكسية الشرقية. في وقت لاحق، المناطق التي تركها الكاثوليك خلال الحروب العثمانية الهابسبورغية تم استيطانها من قِبل المسلمين والمسيحيين الأرثوذكس. وكان النظام العثماني يُفَّضل الكنيسة الأرثوذكسية على الكاثوليكية، وشجع على تحول الكاثوليك إلى الأرثوذكسية بسبب النفعية السياسية، في حين أنَّ التسلسل الهرمي الأرثوذكسي خضع للسلطان العثماني، كان يُشتبه في أن الكاثوليك يتآمرون مع إخوتهم خارج حدود السلطنة العثمانية.
وفي حين سُمح للكاثوليك البوسنيين فقط بإصلاح المواقع المقدسة القائمة، بدأ بناء واسع النطاق للأديرة والكنائس الأرثوذكسية في جميع أنحاء البوسنة منذ عام 1515. وعاد الكهنة الأرثوذكسي بالإقامة في سراييفو منذ عام 1489، وتم بناء أول كنيسة أرثوذكسية في المدينة بين عامي 1520 وحوالي 1539. وبحلول عام 1532، كان للمسيحيين الأرثوذكس البوسنيين أسقف خاص بهم يقيم في العاصمة، وقد تولى الإقامة الرسميَّة في سراييفو في عام 1699. وبحلول نهاية القرن الثامن عشر، كان لمتروبوليتان البوسنة السلطة على الأساقفة الأرثوذكس في موستار، وزفورنيك، ونوفي بازار وسراييفو. وعلى الرغم من نظرة السلطنة العثمانية للكاثوليك الأ أن الحكومة العثمانية اعترفت فقط ببعض المجتمعات الكاثوليكية، لا سيَّما في المدن الكبيرة والتي حوت طبقة من التجار الكاثوليك النافذين. وأصدرتها السلطات فرمنات، ووثائق هوية تضمن لهم حرية التنقل، وحرية ممارسة الطقوس الدينية، والإعفاء من الضرائب لمن يعيشون على الأعمال الخيرية. خلال الحكم العثماني تم فصل الكثير من الأطفال المسيحيين عن عائلاتهم وتربيتهم ليكونوا أعضاءً في فيلق الإنكشارية، وتميزت الفترة العثمانية التي تلت ذلك بتغيير في المشهد السكاني من خلال تعديل تدريجي للمستوطنات مع إدخال البازارات والحاميات العسكرية والمساجد. لقد جلب التحول إلى الإسلام مزايا كبيرة، بما في ذلك الوصول إلى شبكات التجارة العثمانية، والمواقع البيروقراطية والجيش.

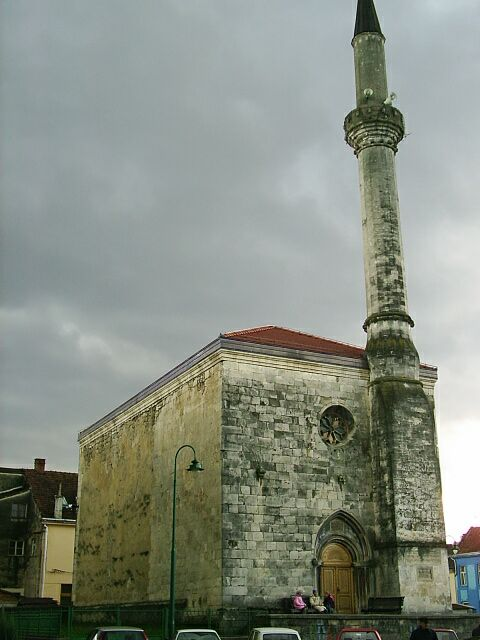
تم تحويل كنيسة القديس أنطونيوس إلى مسجد (فيثيا) بعد الفتح العثماني في أواخر القرن السادس عشر في بيخاتش.

على النقيض من دول البلقان التي بقيت مسيحية في الغالب، شهدت البوسنة تحولًا واسع النطاق للسكان المحليين إلى الإسلام، وبحلول أوائل القرن السابع عشر، كان حوالي ثلثي سكان البوسنة من المسلمين. وقد جمع المراقب السلوفيني بينيديكت كوريبيشيتش التقارير الأولى عن الطوائف الدينية في الثلاثينيات. ووفقًا للسجلات لعامي 1528 و1529، كان هناك ما مجموعه 42,319 أسرة مسيحية و26,666 أسرة مسلمة في سنجق في البوسنة وزفورنيك والهرسك. في تقرير من عام 1624 عن البوسنة (بإستثناء الهرسك) من قبل بيتر ماساريشي، زائر في وقت مبكر من القرن السابع عشر للكنيسة الرومانية الكاثوليكية في لبوسنة، وأعطى أرقام عن الطوائف الدينية في البوسنة كالتالي 450,000 من المسلمين، وحوالي 150,000 من الكاثوليك وحوالي 75,000 من المسيحيين الأرثوذكس.
وفقًا للمستشرق توماس أرنولد كان الناس أكثر تقبلاً للأتراك العثمانيين بسبب البدع الكبرى في المنطقة في ذلك الوقت، التي اضطهدها الكاثوليك وحاول الحد منها حملات يوحنا الثاني والعشرون الصليبية في عام 1325. في الواقع، كانت العديد من تقاليد وممارسات المسيحيين البوسنيين تشبه التقاليد في الإسلام؛ منها على سبيل المثال؛ الصلاة خمس مرات في اليوم (تلاوة الصلاة ربانية). في البداية، كانت عملية الاسلمة إسمية نوعًا ما. في الواقع، حيث كان هناك العديد من المحاولات للتوفيق بين الديانات. وكان التقدم طويلاً نحو التخلي النهائي عن معتقداتهم. ولقرون لم يُعتبر البوشناق مسلمين كاملين، بل أنهم دفعوا الضرائب مثل المسيحيين. كما يشهد عليه المراقب الإنكليزي الراحل بول ريكوت، الذي قال في عام 1670: «لكن من هذه الطائفة يخلطون بين المسيحية والمحمدية جنبًا إلى جنب؛ يقومون بقراءة الإنجيل في اللسان السلافوني... بالإضافة إلى ذلك، يتعلمون أسرار القرآن، وقواعد اللغة العربية؛ يضعون الصور المسيحية ويقومون بعلامة الصليب؛ ويختنون ذكورهم». انتشر التوفيق بين البوسنيين، وتشير الوثائق إلى أنَّه حتى أوائل القرن الثامن عشر احتفل كل من المسلمين البوشناق والكاثوليك الكروات بعيد السلافا الأرثوذكسي.
شهدت الطوائف المسيحية البوسنية تغييرات كبيرة، كان البوسنيين الكاثوليك تحت حماية فرمان رسمي من الباب العالي. أمّا أبناء الطوائف الأرثوذكسية الشرقية فقد كانت متقوقعة في الهرسك ودرينا، كما وانتشروا في جميع أنحاء البلاد خلال تلك الحقبة وشهدت الكنيسة بعض الازدهار حتى القرن التاسع عشر. وفي تلك الفترة اختفت الكنيسة البوسنية المنشقة تمامًا. يذكر أنه خلال الحقبة العثمانية أصبح البوشناق الكاثوليك يُعرّفون عن أنفسهم أنهم من العرقية والإثنية الكرواتيَّة، في حين اندمج البوشناق الأرثوذكس مع العرقية والإثنيَّة الصربية.
واستنادًا إلى أدب السفر، يُعتقد أنه في النصف الأول من القرن السادس عشر كان لا يزال السكان الكاثوليك يٌشكلون الأغلبية السكانيَّة. وعرّف الصرب القادمين من الشرق أنفسهم ككاثوليك، في حين شكلَّ الجنود الأتراك في المقام الأول السكان المسلمين. وفقًا للزائر الحبري بيتر مصاريشي في عام 1624 شكل الكاثوليك حوالي ربع السكان في حين شكل المسلمين الأغلبية السكانيَّة. خلال القرن السابع عشر أصبح الكاثوليك في المركز الثالث بين كبرى الطوائف الدينيَّة في البوسنة والهرسك.

### الحكم النمساوي

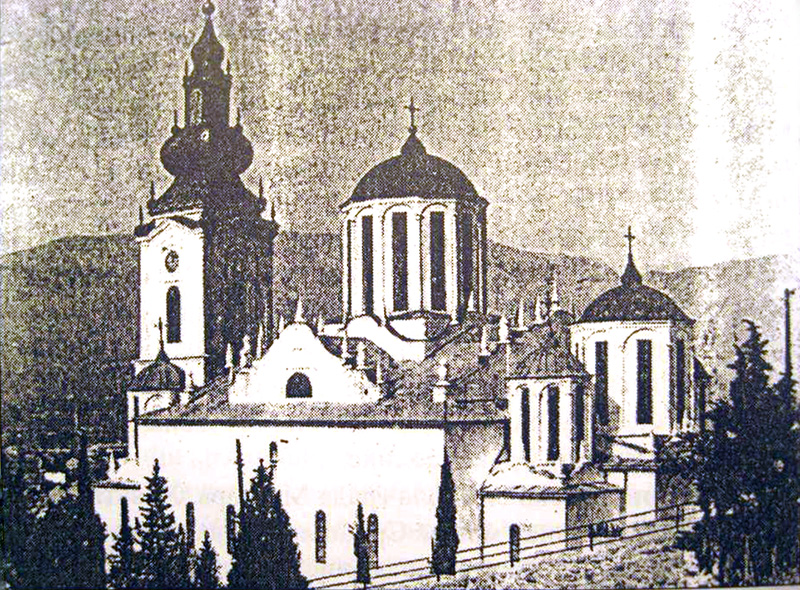
صورة تاريخية لكنيسة الروح القدس الأرثوذكسية في مدينة موستار.

أجبر العثمانيين على التخلي عن إدارة البلاد الإمبراطورية النمساوية المجرية من خلال معاهدة برلين في عام 1878. بعد الانتفاضة في الهرسك (1875-1878) انخفض عدد المسلمين البوسنيين والمسيحيين الأرثوذكس في البوسنة. وانخفض عدد المسيحيين الأرثوذكس (534,000 في عام 1870) بنسبة 7 في المئة بينما انخفض المسلمون بنسبة الثلث. سجل التعداد النمساوي في عام 1879 حوالي 449,000 مسلم وحوالي 496,485 مسيحي أرثوذكسي في البوسنة والهرسك. وكانت الخسائر حوالي 245,000 مسلم وحوالي 37,500 مسيحي أرثوذكسي. خلال هذه الفترة اندمج الأرثوذكس البوشناق في المجتمع الصربي بشكل كامل، في حين أندمج البوشناق الكاثوليك في المجتمع الكرواتي بشكل كامل.
وبعد احتلال البوسنة والهرسك من قبل الإمبراطورية النمساوية المجرية في عام 1878، أقرت الإدارة النمساوية رسميًا «البوسنية» كأساس لأمة بوسنية متعددة الطوائف تشمل المسيحيين والمسلمين وقد حاولت هذه السياسة عزل البوسنة والهرسك عن جيرانها كل من صربيا الأرثوذكسية، وكرواتيا الكاثوليكية، وأيضًا مسلمي الدولة العثمانية، وتم إنكار مفهومي الدولة الصربية والكرواتية التي بدأت بالفعل في الترسيخ بين الأرثوذكس والكاثوليك في البلاد على التوالي. غير أن مفهوم «الدولة البوسنية» لم يكن راسخًا إلا بين المسلمين البوسنيين، في حين عارضه بشدة القوميون الصرب والكروات.

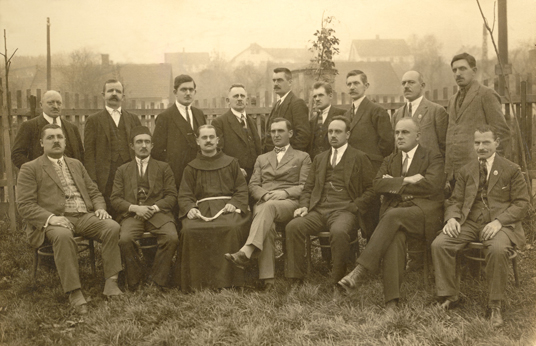
أعضاء في الجمعية الثقافية الكرواتية نابريداك، كان من ضمنهم رهبان فرنسيسكان.

بنت الإمبراطورية النمساوية الهنغارية ثلاثة الإمبراطورية النمساوية المجرية في سراييفو، وهذه الكنائس الثلاث هي من بين عشرين كنيسة كاثوليكية في البوسنة. وعلى الرغم من هذا النجاح الاقتصادي، والسياسة النمساوية المجرية التي كانت تركز بالدعوة إلى المثل العليا للتعددية وبناء أمة بوسنية متعددة الطوائف لكنها فشلت في كبح جماح المد المتصاعد للقومية. وانتشر بالفعل مفهوم القومية الكرواتية والصربية بين مجتمعات الكاثوليك والأرثوذكس في البوسنة والهرسك منذ منتصف القرن التاسع عشر. في عام 1903، انحرفت السياسة الرسمية ببطء نحو قبول الحقيقة الثلاثية الإثنية للبوسنة والهرسك. في نهاية المطاف، أدى فشل الطموحات النمساوية المجرية في تعزيز الهوية البوسنية بين الكاثوليك والأرثوذكسي إلى حصرها بين المسلمين البوسنيين، وبالتالي أعتمدت «البوسنيّة» كأيديولوجية عرقية مسلمة.
ألغى العثمانيون بطريركية بيتش الصربية، ومنذ أواخر ستينيات القرن التاسع عشر وحتى عام 1880، كان الأرثوذكس في البوسنة والهرسك يخضعون مباشرة ل بطريركية القسطنطينية. على هذا النحو كان يقودها فاناريوتس، وهو من يونان الفنار من إسطنبول. في منتصف القرن التاسع عشر، كان هناك أكثر من 400 كاهن أرثوذكسي في البوسنة والهرسك؛ كان هذا بداية لعصر الرخاء للكنيسة الأرثوذكسية الشرقية في البلاد.
في المفاوضات بين الكرسي الرسولي والإمبراطورية النمساوية المجرية، كانت الكلمة الأخيرة للإمبراطور النمسا في تعيين الأساقفة. كان رجال الدين العاملين في الأبرشيات من الفرنسيسكان؛ حيث كان الفرنسيسكان الوحيدين العاملين في البوسنة والهرسك خلال العهد العثماني. وعُين الأستاذ جوسيب ستادلر، أستاذ اللاهوت في جامعة زغرب، في منصب رئيس أساقفة فربوسنا ونقلت أبرشيات موستار وبانيا لوكا إلى الفرنسيسكان. ولحماية كهنة الأبرشيات، طلب ستادلر من الكرسي الرسولي عزل الفرنسيسكان من جميع الرعايا. وقرر الكرسي الرسولي أنه في عام 1883، كان على الفرنسيسكان نقل جزء من أبرشياتهم إلى رئيس الأساقفة؛ وبحلول نهاية القرن، كان حوالي ثلث الرعايا الفرنسيسكان مسيطر عليها من قبل الأساقفة المحليين. سعى رئيس الأساقفة إلى السيطرة على عدة رعايا أخرى، مما خلق التوترات.
في ظل الحكم النمساوي المجري زاد عدد الكاثوليك بنحو 230,000، ويرجع ذلك إلى حد كبير إلى الهجرة من أماكن أخرى في الإمبراطورية. وبلغ عدد المهاجرين نحو 135,000 مهاجر، منهم 95,000 كاثوليكي. وكان ثلث الكاثوليك المهاجرين من كرواتيا، وحوالي 60,000 من التشيك والسلوفاك والبولنديين والمجريين والألمان والسلوفينيين.

### العصور الحديثة

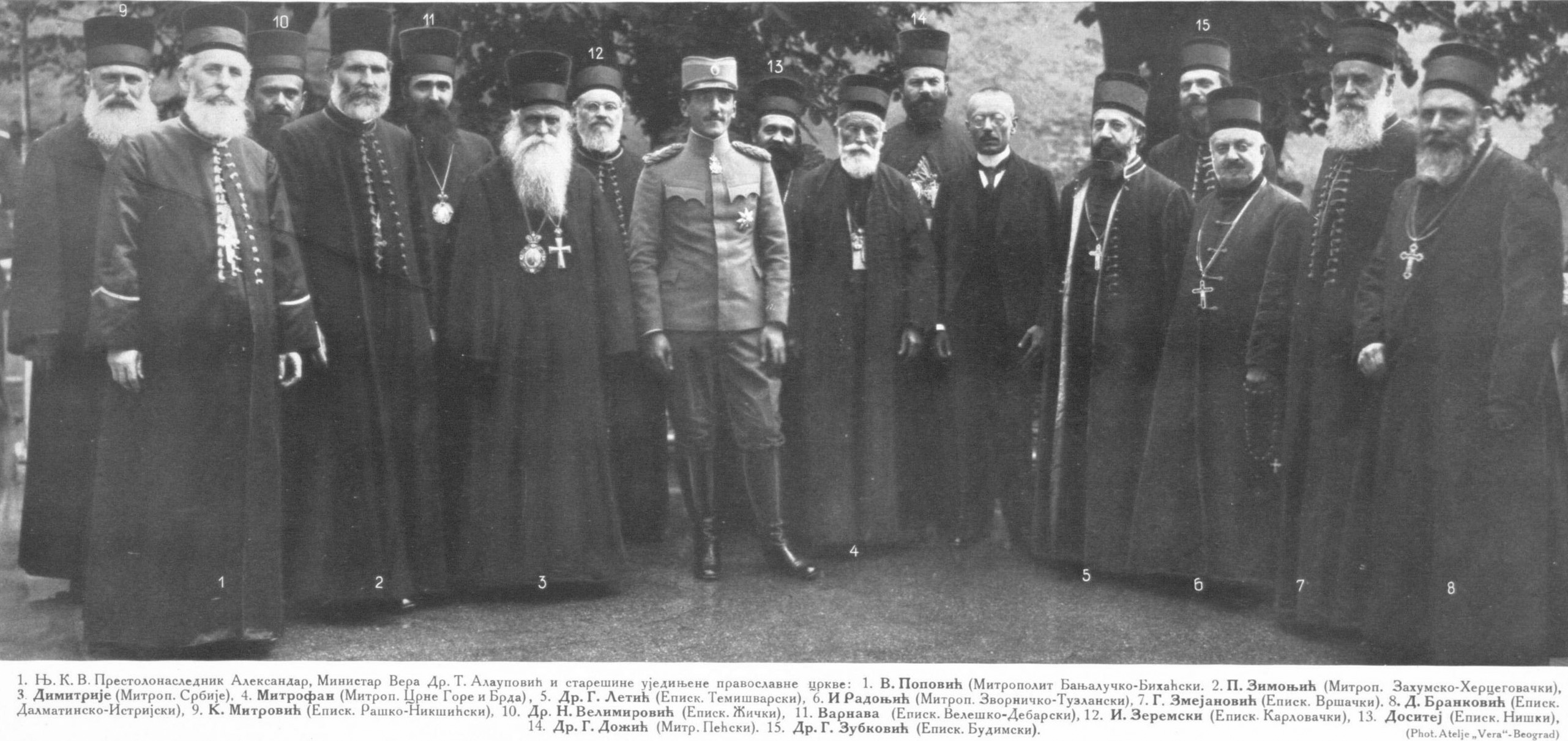
رجال دين من الكنيسة الصربية الأرثوذكسية في البوسنة إلى جانب ألكساندر الأول ملك يوغوسلافيا.

في عام 1920 بعد الحرب العالمية الأولى وإنشاء مملكة يوغوسلافيا، خضعت المنطقة مرة أخرى لسلطة الكنيسة الصربية الأرثوذكسية والتي أعيد توحيدها تحت سلطة البطريرك ديمتريج. وقد تشكلت مملكة يوغوسلافيا في 1 ديسمبر من عام 1918 من خلال اتحاد السلوفينيين والكروات والصرب، ومن خلال اندماج أراضي الإمبراطورية النمساوية المجرية مع مملكة صربيا المستقلة سابقًا. وعلى الرغم من انقسام الرأي الكاثوليكي في البوسنة والهرسك حول الاتحاد مع صربيا الأرثوذكسيَّة، شجَّع الأساقفة الكاثوليك الوحدة وطالبوا الكهنة والعلمانيين على أن يكونوا مخلصين للحكومة الجديدة. في رأيهم، سيكون للكروات في الدولة الجديدة حقوق وطنيَّة وستكون الكنيسة حرة. وعندما لم يحدث ذلك، ساءت العلاقات بين الكنيسة والدولة وقاوم رجال الدين الكاثوليك الحكومة.
أدَّى الصراع الأيديولوجي بين المسيحية والفلسفة الماركسية في البوسنة والهرسك خلال الحرب العالمية الثانية وعصر الشيوعية في يوغوسلافيا إلى مواجهات بين الحركة الشيوعية والكنيسة الكاثوليكية. وتحت قيادة الحزب الشيوعي اليوغسلافي، قُتل 184 من رجال الدين الكاثوليك أثناء الحرب وبعدها؛ وتوفي خمسة كهنة في السجون الشيوعية. وكانت أشد المناطق تضررًا هي مقاطعتي الهرسك وبوسنا سريبرينا، حيث قتل فيهما 121 راهبًا. خلال غزو الحزب الشيوعي اليوغسلافي لموستار وسيروكي برييغ في فبراير 1945، قُتل ثلاثين راهب في دير سيروكي برييغ ومن بينهم 12 أستاذًا ومدير مدرسة قواعد اللغة الفرنسيسكانية.

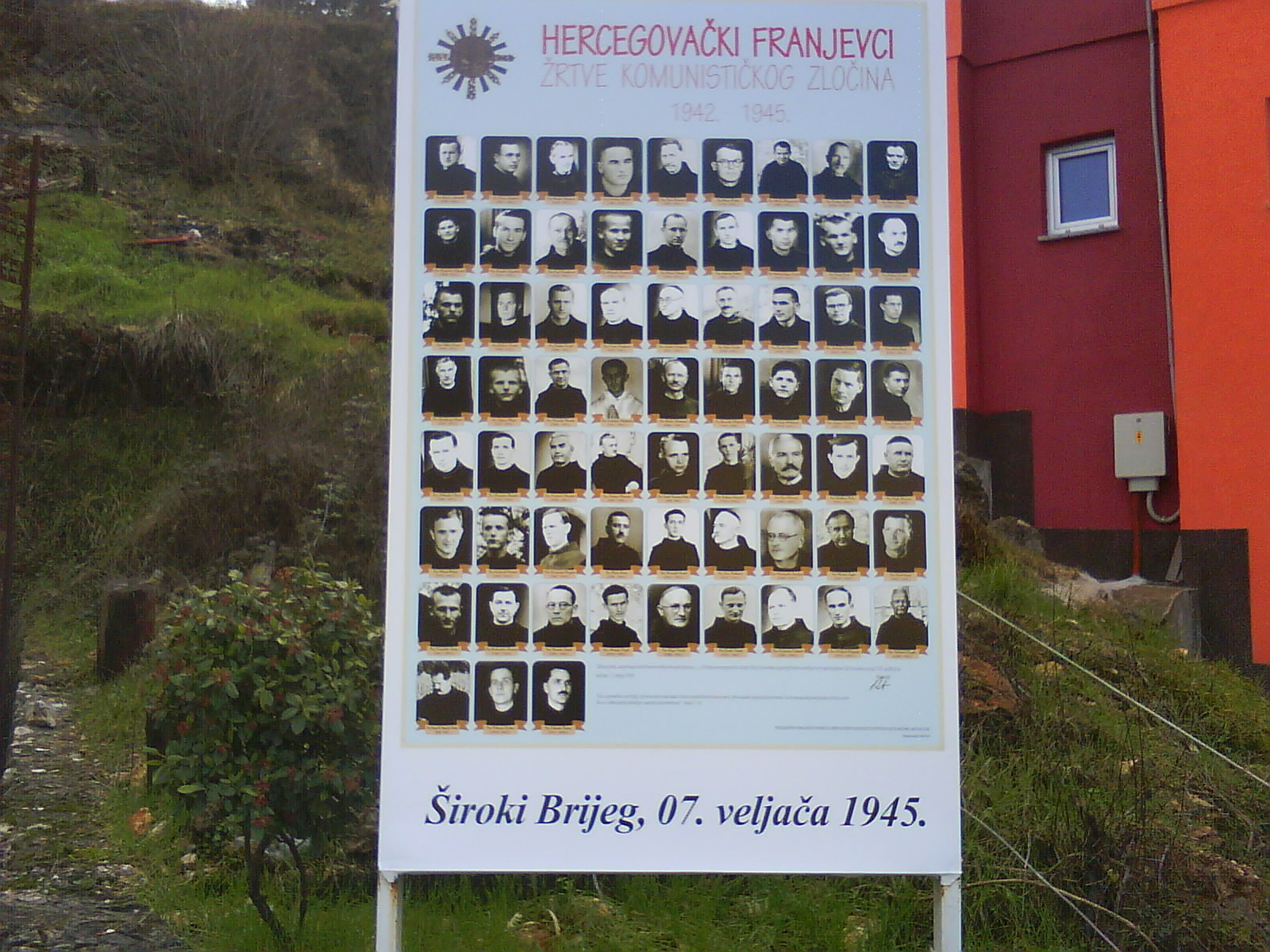
نصب تحية للفرنسيسكان الذين قتلوا في الهرسك من قبل الشيوعيين خلال الحرب العالمية الثانية.

عرفت البوسنة بتنوعها الثقافي والديني التقليدي، مع أتباع الإسلام، والأرثوذكسية، واليهودية والكاثوليكية الذين تعايشوا هناك لقرون. نظرًا لتاريخ عاصمتها الطويل والغني من التنوع الديني والثقافي، سميت سراييفو في بعض الأحيان «قدس أوروبا» أو «قدس البلقان». حتى وقت متأخر من القرن العشرين، كانت المدينة الأوروبية الكبرى الوحيدة التي كانت تضم المسجد، والكنيسة الكاثوليكية، والكنيسة الأرثوذكسية والكنيس اليهودي داخل الحي نفسه. لكن في ظل التطهير العرقي الواسع النطاق الذي رافق الحرب في البوسنة والهرسك (1992 – 1995)، اضطرت أعداد كبيرة من مسلمي البوسنة (البوشناق) والكروات البوسنيين إلى الفرار من منازلهم وتم طردهم على يد صرب البوسنة؛ كما نفذ بعض الكروات البوسنيين حملة مماثلة ضد البوسنيين المسلمين والصرب. وكذلك قام مسلمو البوسنة بأعمال مماثلة ضد الكروات، ولا سيما في وسط البوسنة. ومع ذلك، كان نطاق الجرائم التي ارتكبها الكروات البوسنيون والبوسنيون المسلمون أقل بكثير من تلك التي ارتكبها صرب البوسنة.
وشهدت الحرب البوسنية تدمير المباني الدينية الرومانية الكاثوليكية في الحرب البوسنية (1992-1995) على يد الصرب والمسلمين، على سبيل المثال تضرت 169 كنيسة وحوالي 49 من منازل الكهنة وسبعة أديرة من قبل المتطرفين المسلمين. بالمقابل تضررت 411 كنيسة وحوالي 177 من منازل الكهنة وحوالي 23 دير على يد المتطرفين الصرب. وقد ساعدت زيارة البابا يوحنا بولس الثاني في 23 يونيو من عام 2003 لمنطقة البوسنة والهرسك في لفت انتباه الكاثوليك في جميع أنحاء العالم إلى الحاجة إلى إعادة بناء الكنيسة الكاثوليكية في البوسنة؛ وكان تدمير الكنائس والمصليات واحدًا من أكثر الجروح وضوحًا من الحرب البوسنية.

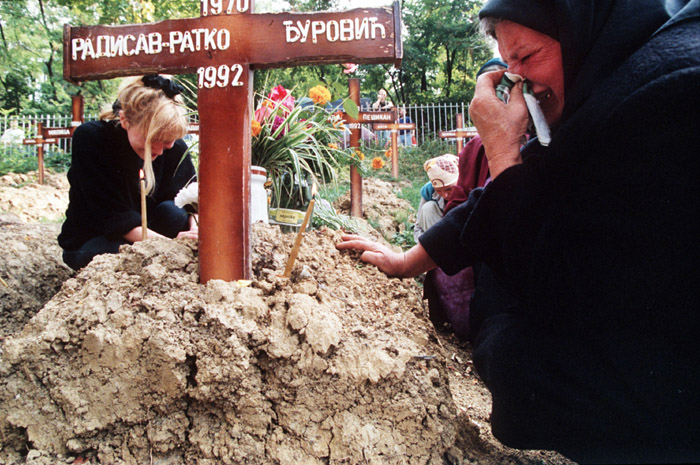
امرأة تنحي أقاربها في مقبرة لاف المسيحيَّة في سراييفو عام 1992.

تسبب التطهير العرقي خلال حرب البوسنة والهرسك بين عام 1992 وعام 1995 في الهجرة الداخليَّة وتدفق اللاجئين، والتي فصلت السكان في مناطق منفصلة عرقية دينية محددة. استمرت مستويات العودة إلى المناطق الأصليَّة حتى بلغت ذروتها في عام 2002، لتشهد تباطؤ بشكل كبير، ليُصبح غالبية الصرب الأرثوذكس يعيشون في جمهورية صرب البوسنة وأغلبية المسلمين والكاثوليك في الاتحاد. داخل الاتحاد، لا تزال هناك مناطق ذات أغلبيَّة مسلمة وكاثوليكيَّة متميزة. ومع ذلك فإن عودة أتباع الصرب الأرثوذكس والمسلمين في السنوات الأخيرة إلى منازلهم قبل الحرب في غرب البوسنة والمسلمين إلى منازلهم قبل الحرب في شرق البوسنة قد حولت التركيبة العرقية الدينية في كلا المنطقتين. من ناحية أخرى، يبدو أن المسيحيين نادراً ما يعودون إلى مدنهم القديمة، حيث تُشير التقارير إلى أنَّ عدد الكاثوليك العائدين إلى وسط البوسنة وجمهورية صرب البوسنة، وكذلك عدد الصرب الأرثوذكس العائدين إلى الاتحاد، كان ضئيلاً.
مع انتهاء الحرب في التسعينات من القرن العشرين نالت البوسنة والهرسك استقلالها، وعلى الرغم من أن الدين لا يلعب إلا دورًا طفيفًا في الحياة اليومية للجماعات العرقية في البوسنة والهرسك اليوم، فإن القوالب النمطية لا تزال قائمة إلى حد ما، وهي أن الصرب هم من الأرثوذكس والكروات هم من الكاثوليك والمسلمين هم من البوشناق؛ في حين أن البوشناق الأصليين الذين ظلوا على المسيحية ولم يتحولوا إلى الإسلام أندمجوا مع السكان من أصول صربيَّة أو كرواتيَّة، مما ساعد على تفسير المزيج الإثني الواضح في البوسنة والهرسك. ومع ذلك، لا يزال هناك عدد قليل من الأفراد الذين ينتهكون النمط المذكور وممارسة الديانات الأخرى بنشاط، وغالبًا بسبب التزاوج. وبحسب الزعماء الدينيون من المجتمعات الإسلامية والكاثوليكية والأرثوذكسية تتزايد أشكال الإلتزام والفخر الديني بين الشباب كتعبير عن زيادة التعرف على تراثهم العرقيّ المرتبط بالهوية الدينيَّة، ويعود ذلك في جزء كبير منه بسبب الإحياء الديني والوطني الذي حدث نتيجة حرب البوسنة والهرسك.

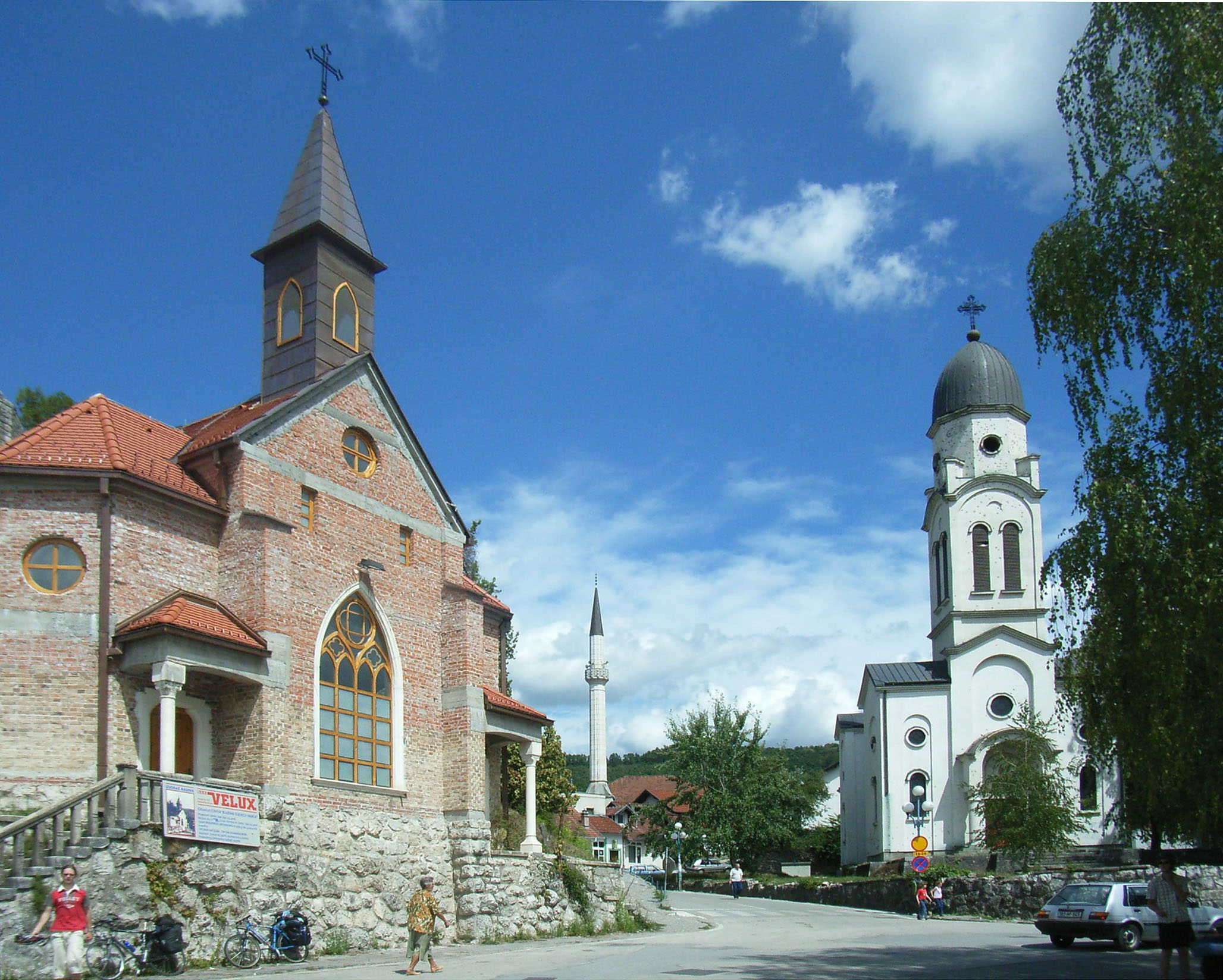
كنيسة كاثوليكية تجاور كنيسة أرثوذكسية ومسجد في بوسانسكا كروبا.

وفقًا لإحصائية بيو لعام 2010 كانت المسيحية أكبر ديانة في البوسنة والهرسك ويتبعها 52% من السكان، ويأتي من بعدها الإسلام مع 45% من السكان. بالمقابل حسب احصائية وكالة الإحصاءات البوسنة والهرسك لسنة 2016 فإن حوالي 51% من سكان البوسنة والهرسك يعرّفون أنفسهم كمسلمين، وحوالي 46% كمسيحيين (منهم 31% صرب أرثوذكس وحوالي 15% رومان كاثوليك). ويعود سبب تراجع نسبة المسيحيين الهجرة المسيحية واسعة النطاق وإلى انخفاض نسبة الخصوبة وقلة المواليد بين المسيحيين (1.1) مقارنًة بمسلمي البوسنة والهرسك (1.6). وفقاً لمركز بيو تربى نحو 44% من السكان على المسيحية، بينما يعتبر 44% من السكان أنفسهم مسيحيين في عام 2017، أي أن حوالي 100% ممن تربوا على المسيحية في البوسنة، يعرفون عن أنفسهم كمسيحيين اليوم.
تراجعت حماية الحكومة للحرية الدينية، خاصةً خلال فترة الحملة الانتخابية قبل الانتخابات الوطنية في أكتوبر من عام 2006، بسبب التطبيق القانوني الانتقائي وعدم المبالاة من قبل بعض المسؤولين الحكوميين. في نهاية الفترة كانت الحكومة تنفذ قانون الدولة بشأن الحرية الدينية لحماية حقوق المجتمعات الدينية وإنشاء سجل حكومي يسمح لهم بإنشاء وضع قانوني. وتعرضت بعض الكنائس الأرثوذكسية والبروتستانتيَّة للتخريب والإعتداء في البلاد. وبحسب مركز بيو للأبحاث كانت البوسنة والهرسك هي الدولة الوحيدة خارج أفريقيا جنوب الصحراء حيث يقول حوالي نصف المسلمين (51%) إنهم يعرفون بعضًا أو كثيرًا عن المعتقدات المسيحية. ويقول حوالي 37% من المسلمين البوسنيين أنَّ المسيحية تختلف كثيراً عن الإسلام، بالمقارنة مع 59% منهم يقولون أنَّ للمسيحية الكثير من القواسم المشتركة مع الإسلام. وترتفع نسبة من يقولون أنَّ للمسيحية الكثير من القواسم المشتركة مع الإسلام (73%) بين المسلمين البوسنيين الذين يقولون إنهم يعرفون بعضًا أو كثيرًا عن المعتقدات المسيحية، بالمقارنة مع المسلمين البوسنيين الذين يقولون إنهم يعرفون القليل أو من لا يعلمون شيئاً عن المعتقدات المسيحية (43%). ويقول حوالي 14% من المسلمين البوسنيين أنهم سيكونون مرتاحين بحالة زواج ابنتهم من مسيحي، بالمقارنة مع 16% بحالة زواج ابنهم من مسيحيَّة. وقال من 18% المسلمين البوسنيين أنهم يشاركون في اجتماعات دينيَّة منظمة مع المسيحيين.

## الطوائف المسيحية

### الأرثوذكسية الشرقية

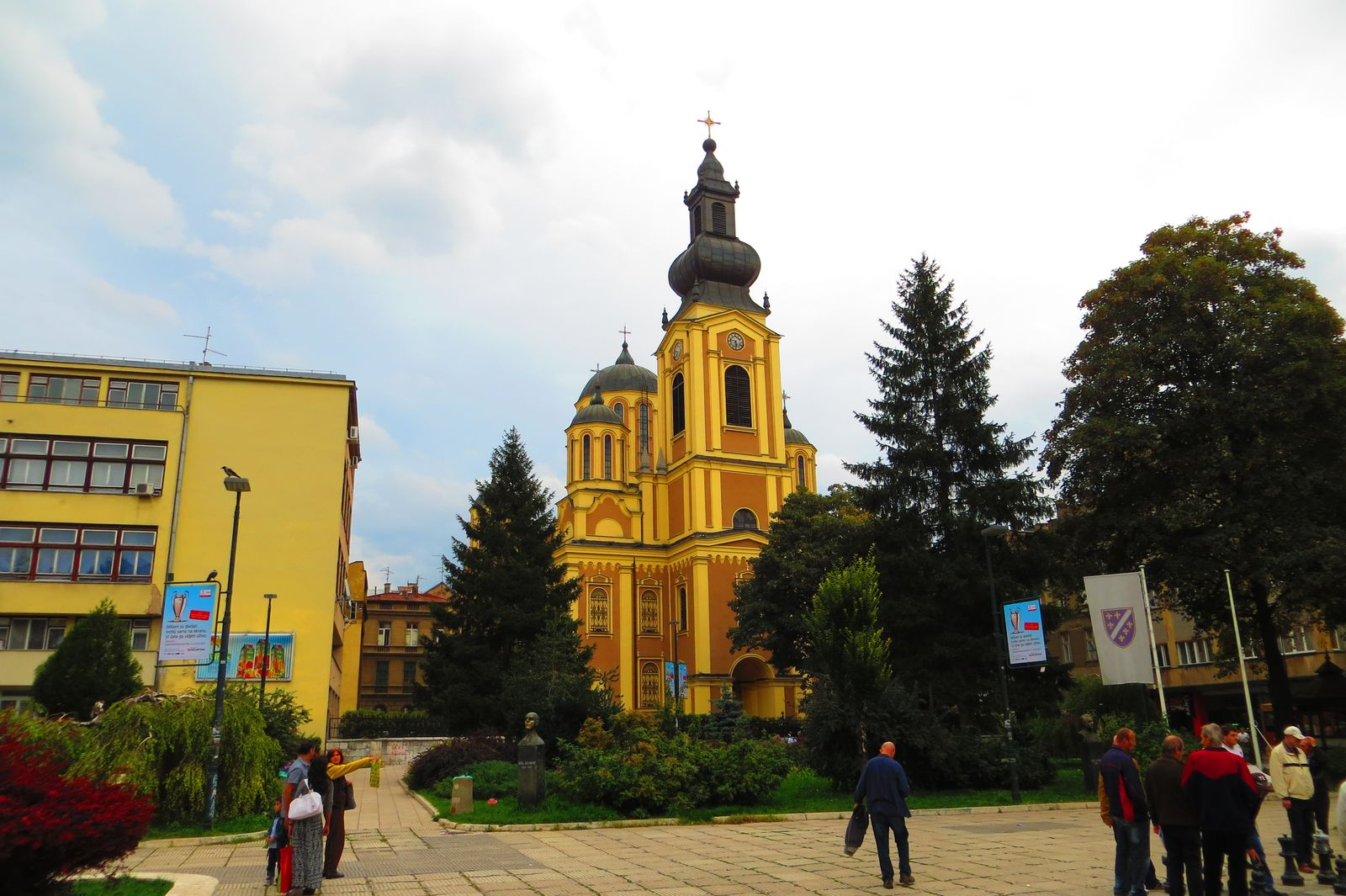
الكاتدرائيَّة الصربيَّة الأرثوذكسيَّة في مدينة سراييفو.

يشكل أتباع الكنيسة الأرثوذكسية الشرقية أكبر المذاهب المسيحية في البلاد، واستنادًا إلى احصائية عام 2008 بلغت نسبة الأرثوذكس الشرقيين حوالي 36% من السكان. غالبية الأرثوذكس في البلاد هم من الصرب، ويشكلون الأغلبية السكانية في جمهورية صرب البوسنة، ووفقاً لتعداد السكان عام 2013 بلغت نسبة الصرب الأرثوذكس في في جمهورية صرب البوسنة حوالي 82.8% من السكان. منذ عام 1760 حتى وقت متأخر من عام 1880، كانت الكنيسة الأرثوذكسية في البوسنة والهرسك تتبع مباشرة بطريركية القسطنطينية. في عام 1920، في أعقاب الحرب العالمية الأولى وإنشاء مملكة يوغوسلافيا، أصبحت الكنيسة مرة أخرى تحت سلطة الدينية الكنيسة الصربية الأرثوذكسية، ويتبع اليوم غالبية أرثوذكس البوسنة والهرسك الكنيسة الصربية الأرثوذكسية.
تضم الكنيسة الصربية الأرثوذكسية على شبكة من المدارس المسيحيَّة والمعاهد اللاهوتيَّة، بالإضافة إلى العديد من الكنائس والأديرة الصربية في جميع أنحاء البوسنة والهرسك تنتمي إلى حقب تاريخيَّة مختلفة. ويحتوي كل قسم فرعي على كنيسة الكاتدرائية وقصر الأسقف. ويلعب الدين جزء مهم في الهوية الثقافيَّة والإجتماعية لدى الصرب الأرثوذكس، تعزز عبر قرون من المصاعب. من القرن الخامس عشر إلى القرن التاسع عشر، كان الصرب الأرثوذكس في البوسنة والهرسك المعاصرة عرضة للإضطهاد غالبًا تحت حكم الدولة العثمانية. في القرن العشرين، تسبب الإضطهاد من قبل الإمبراطورية النمساوية المجرية والإبادة الجماعية في الحرب العالمية الثانية والاضطراب السياسي والظروف الاقتصادية السيئة في المزيد من الهجرة الصربيَّة. في التسعينات من القرن العشرين، انتقل العديد من صرب البوسنة إلى صربيا والجبل الأسود.

### الكاثوليكية

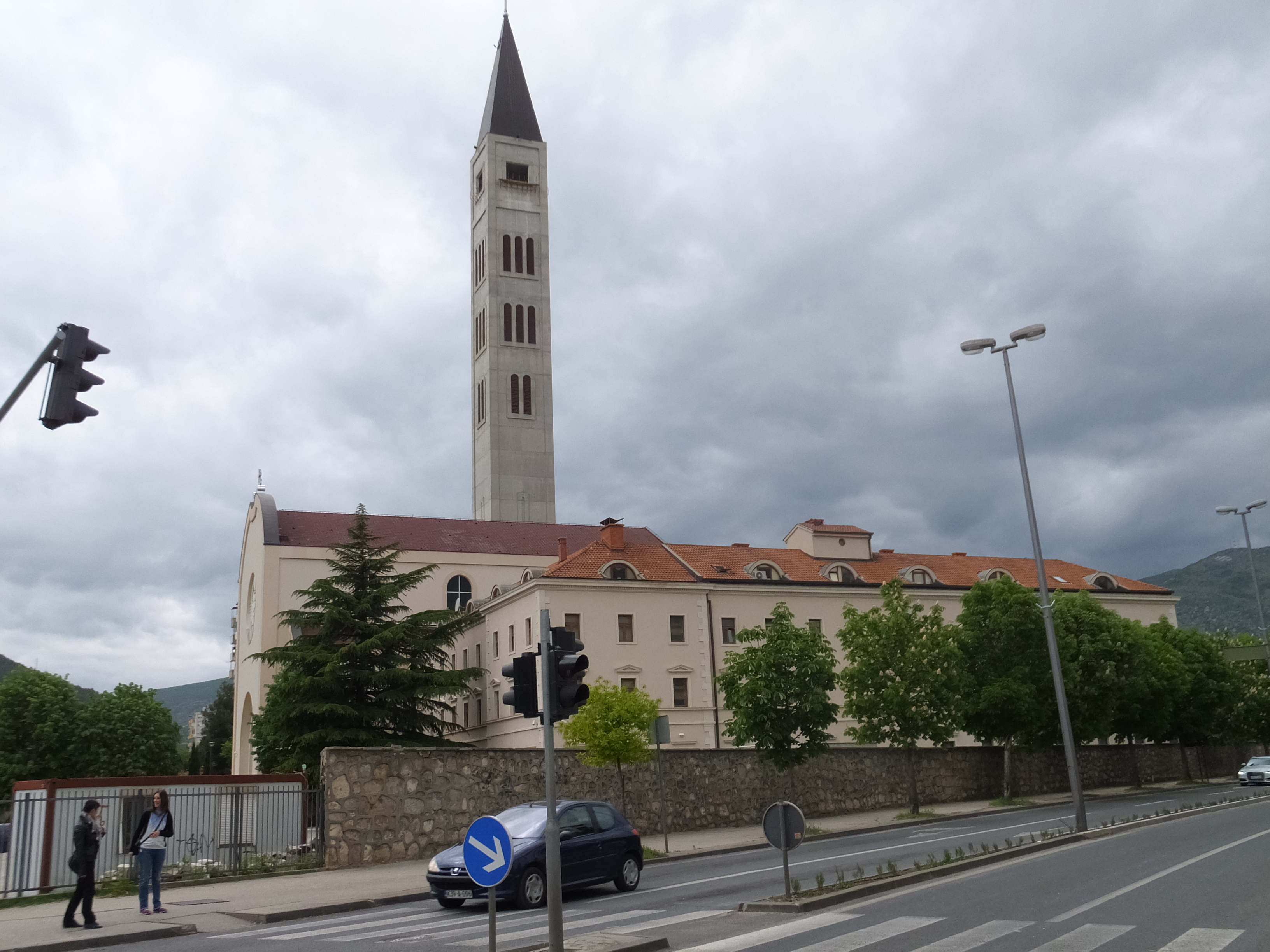
كاتدرائية القديس بطرس وبولس الكاثوليكيًّة في مدينة موستار.

الكنيسة الكاثوليكية في البوسنة والهرسك هي جزء من الكنيسة الكاثوليكية العالمية في ظل القيادة الروحية للبابا في روما. الكنيسة الرومانية الكاثوليكية هي ثاني أكبر المذاهب المسيحية في البلاد، وبحسب إحصائية عام 2008 يتبعها 15.4% من السكان أو حوالي 544,114 نسمة، وغالبية الكاثوليك هم من الكروات. ويتوزع كاثوليك البلاد على أسقفية واحدة في سراييفو والتي تضم ثلاثة أبرشيات. ويشكل الكروات الكاثوليك الأغلبيَّة السكانيَّة في أربعة كانتونات وهي كانتون غرب الهرسك، وكانتون 10، وكانتون بوسافينا وكانتون الهرسك-نيريتفا. ويلعب الدين جزء مهم في الهوية الثقافيَّة والإجتماعية لدى الكروات الكاثوليك، وتعزز عبر قرون من المصاعب.
من القرن الخامس عشر إلى القرن التاسع عشر، كان الكروات الكاثوليك في البوسنة والهرسك المعاصرة عرضة للإضطهاد غالبًا تحت حكم الدولة العثمانية، مما تسبب في فرار الكثير منهم من المنطقة. في القرن العشرين، تسبب الاضطراب السياسي والظروف الإقتصاديَّة السيئة في المزيد من الهجرة الكاثوليكيَّة. شهد التطهير العرقي داخل البوسنة والهرسك في عقد 1990 إلى تهجير الكروات إلى مناطق مختلفة من البوسنة والهرسك، على الرغم من أنهم عاشوا في مناطق عديدة قبل حرب البوسنة.
يتواجد في البوسنة والهرسك موقع حج كاثوليكي وهي مدينة ميديوغوريه وهو موقع وفقًا لمعتقدات الكاثوليك بدأت فيه ظهورات مريم العذراء منذ فيها عام 1981 إلى ستة أشخاص محليين، الأمر الذي حمّل الفاتيكان على إعلان ميديوغوريه مركزًا للعبادة المريمية. على الرغم من ذلك لم تعترف الكنيسة الكاثوليكية بهذه الظاهرة رسميًا.

### البروتستانتية
تأتي الكنائس البروتستانتية في المرتبة الثالثة كأكبر المذاهب المسيحية ويتبعها 1% من السكان. ووفقًا لدراسة المؤمنون في المسيح من خلفية مسلمة: إحصاء عالمي وهي دراسة أجريت من قبل جامعة سانت ماري الأمريكيّة في تكساس سنة 2015 وجدت أن عدد المسلمين في البوسنة والهرسك المتحولين للديانة المسيحية (الغالبية من البوشناق) خصوصًا للمذهب الإنجيلي يبلغ حوالي 2,000 شخص.

## الإلترام الديني

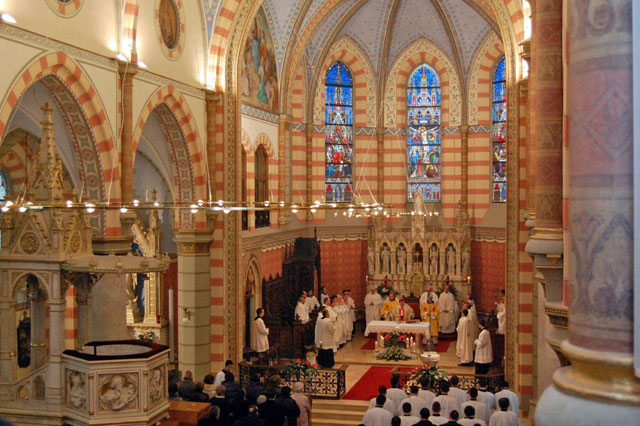
كاثوليك بوسنيين يؤدون الصلوات في كاتدرائية قلب يسوع الأقدس في مدينة سراييفو.

وجدت دراسة قامت بها مركز بيو للأبحاث عام 2015 أنَّ حوالي 94% من سكان البوسنة والهرسك يؤمنون في الله، وحوالي 85% منهم يعتبرون للدين أهميَّة في حياتهم، وقد وجدت الدراسة التي قامت بها مركز بيو للأبحاث عام 2015 أنَّ حوالي 54% من البوسنيين الكاثوليك يُداومون على حضور القداس على الأقل مرة في الأسبوع بالمقارنة مع 10% البوسنيين الأرثوذكس، في حين أنَّ 58% من البوسنيين الكاثوليك يُداومون على الصلاة يوميًا بالمقارنة مع 28% من البوسنيين الأرثوذكس.
عمومًا يعتبر الكاثوليك أكثر تديًنا من الأرثوذكس في البوسنة؛ وقد وجدت الدراسة أيضًا أنَّ حوالي 89% من البوسنيين الكاثوليك يُداوم على طقس المناولة بالمقارنة مع 65% من البوسنيين الأرثوذكس، وحوالي 83% من الكاثوليك يصوم خلال فترات الصوم بالمقارنة مع 77% من الأرثوذكس. ويقدم حوالي 64% من الكاثوليك الصدقة أو العُشور بالمقارنة مع 60% من الأرثوذكس، ويقرأ حوالي 41% من الكاثوليك الكتاب المقدس على الأقل مرة في الشهر بالمقارنة مع 12% من الأرثوذكس، في حين يشارك 33% من الكاثوليك معتقداتهم مع الآخرين بالمقارنة مع 10% من الأرثوذكس.
يملك حوالي 94% من الكاثوليك أيقونات مقدسة في منازلهم بالمقارنة مع 93% من الأرثوذكس، ويضيء حوالي 57% من الكاثوليك الشموع في الكنيسة بالمقارنة مع 94% من الأرثوذكس، ويرتدي 60% من الكاثوليك الرموز المسيحيَّة بالمقارنة مع 37% من الأرثوذكس. عمومًا حوالي 97% و98% من مجمل البوسنيين الأرثوذكس والكاثوليك على التوالي حصلوا على سر المعمودية، ويقوم 70% من الأهالي البوسنيين الأرثوذكس بالتردد مع أطفالهم للكنائس، ويقوم 54% بإلحاق أولادهم في مؤسسات ومعاهد للتعليم الديني و41% بالمداومة على قراءة الكتاب المقدس والصلاة مع أولادهم.

### الهوية

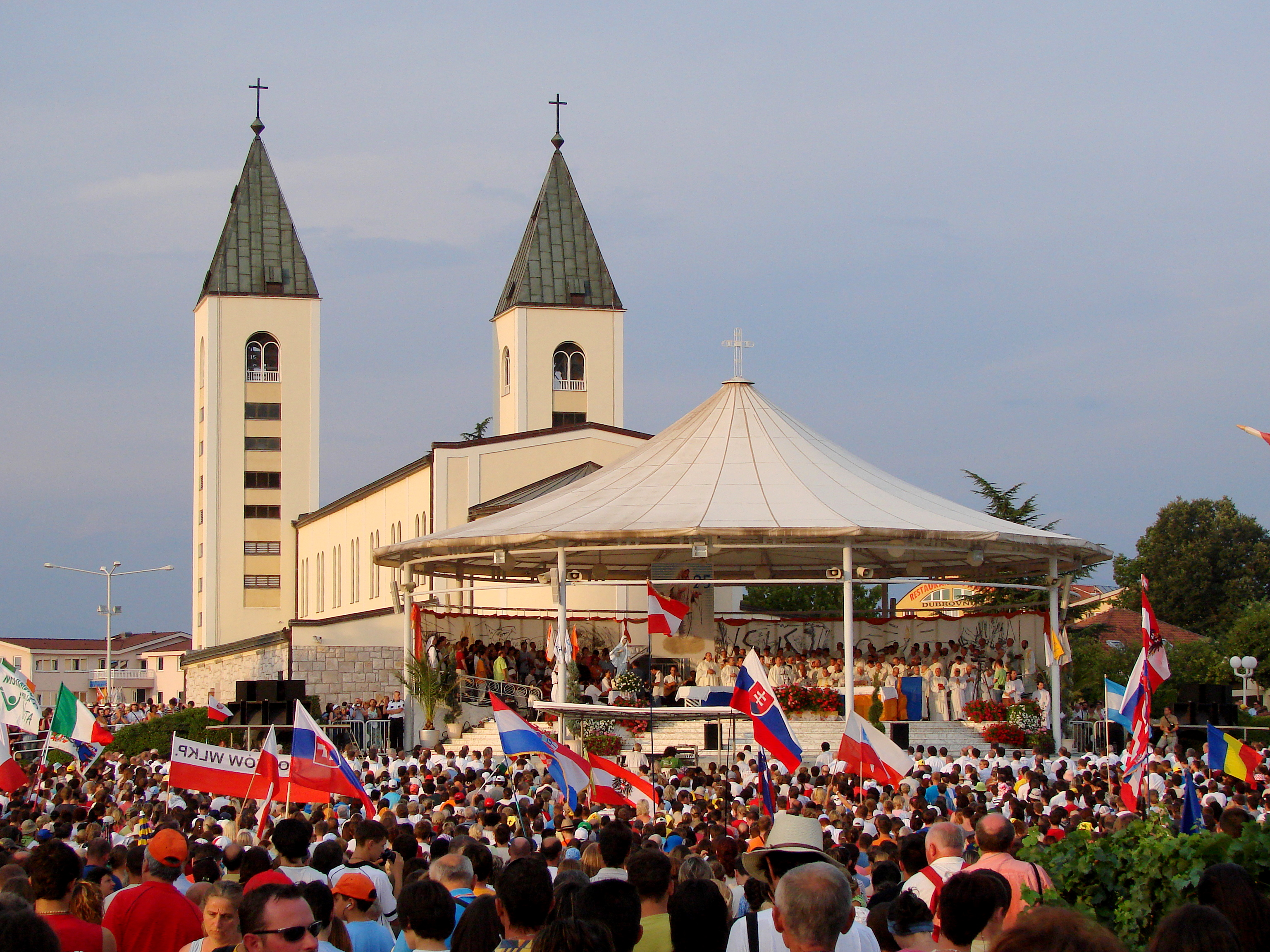
كاثوليك يحجون إلى مدينة ميديوغوريه.

قال حوالي 59% من البوسنيين أن كون المرء مسيحيًا هو جزءًا «هامًا ومركزي» أو إلى «حد ما» من الهوية الوطنية. وينقسم البوسنيين الكاثوليك والأرثوذكس بين أولئك الذين يقولون أن جوهر هويتهم المسيحيَّة هي في المقام الأول مسألة دينيَّة 31% و25% على التوالي، وأولئك الذين يقولون أن هويتهم المسيحيَّة مرتبطة أساسًا بالتقاليد العائلية أو الهوية الوطنية 30% و55% على التوالي، وأولئك الذين يقولون أنَّ هويتهم المسيحيَّة هي مزيج من الدين والتقاليد العائلية أو الهوية الوطنية 39% و19% على التوالي.
بحسب الدراسة أعرب حوالي 95% من البوسنيين الكاثوليك بأنَّ هويتهم المسيحيَّة هي مصدر فخر واعتزاز بالنسبة لهم بالمقارنة مع 93% من البوسنيين الأرثوذكس، في حين قال 85% من البوسنيين الكاثوليك أنَّ لديهم شعور قوي بالانتماء للمجتمع الكاثوليكي في العالم بالمقارنة مع 76% من البوسنيين الأرثوذكس ممن يقولون أنَّ لديهم شعور قوي بالانتماء للمجتمع الأرثوذكسي في العالم، وقال 100% من البوسنيين الأرثوذكس أنَّه سيربي أبناه على الديانة المسيحيَّة. ويرى حوالي 29% من البوسنيين الأرثوذكس أنَّ بطريركية موسكو هي أعلى سلطة دينية في العالم الأرثوذكسي، بالمقارنة مع 8% يرى أنَّ بطريركية القسطنطينية المسكونية هي أعلى سلطة دينيَّة.

### الميول
عمومًا يعتبر الكاثوليك أكثر محافظة اجتماعيًة بالمقارنة مع الأرثوذكس في البوسنة والهرسك؛ يعتبر حوالي 88% من الأرثوذكس أن تعاطي المخدرات عمل غير أخلاقي بالمقارنة مع 89% من الكاثوليك، ويعتبر حوالي 81% من الأرثوذكس المثلية الجنسية خطيئة وممارسة غير أخلاقيَّة بالمقارنة مع 87% من الكاثوليك، ويعتبر حوالي 92% من الأرثوذكس أن الدعارة ممارسة غير اخلاقية وخطيئة بالمقارنة مع 93% من الكاثوليك، ويعتبر حوالي 51% من الأرثوذكس الإجهاض عمل غير أخلاقي بالمقارنة مع 75% من الكاثوليك، يعتبر حوالي 48% من الأرثوذكس شرب الكحول عمل غير أخلاقي بالمقارنة مع 46% من الكاثوليك، ويعتبر حوالي 61% من الأرثوذكس العلاقات الجنسية خارج إطار الزواج ممارسة غير أخلاقية بالمقارنة مع 65% من الكاثوليك، ويعتبر حوالي 17% من الأرثوذكس الطلاق عمل غير أخلاقي بالمقارنة مع 35% من الكاثوليك.